# جرة الكعك

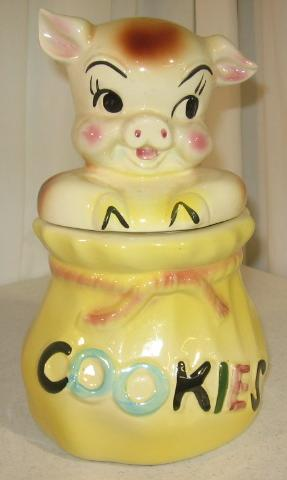
جرة بسكويت على شكل خنزير.

جرة  الكعك هي  وعاء يُستهدف الانتفاع به أو استخدامه في الزينة، وهو مصنع من السيراميك أو الزجاج، ودائمًا ما يوجد في المطبخ الأمريكي والكندي. يُعرف في المملكة المتحدة بجرار أو براميل البسكويت. فإذا كانت مصنوعة من الصفيح؛ تسمى علب البسكويت. بينما يستخدم وعاء البسكويت لتخزين الكعك والبسكويت بالفعل، يُستخدم في بعض الأحيان لحفظ المأكولات الأخرى مثل الحلوى والهدايا الصغيرة المهملة، أو اشياء غير مأكولة  مثل العملات (على غرار حصَالة النقود التقليدية على شكل الخنزير).

## الأصل والتاريخ
جرة الكعك؛ والتي تعرف أيضًا بجرار أو براميل البسكويت، كانت تستخدم في إنجلترا منذ أواخر القرن الـ 18. وكانت تُصنع دائمًا من الزجاج ولها غطاء معدني، اشتهرت جرار الكعك في أمريكا تقريبًا في وقت الكساد العظيم عام 1929. كانت  جرة الكعك الأولى في أمريكا تُصنع من الزجاج مع اغطية معدنية ذات لولب. في ثلاثينيات القرن العشرين، أصبح الخزف المادة الخام السائدة في صنع جرة الكعك الأمريكية. والتي عادةً ما كانت تأخذ أشكال اسطوانية بسيطة وغالبًا ما كانت مرسومة بزخارف وردية أو اوراق اشجار أو مزركشة بملصقات ملونة.
عٌرفت شركة فرشاة الفخار من زانسفايل، أوهايو بشكل عام بإنتاجها أول جرة الكعك من السيراميك. كانت الجرة خضراء اللون  مع كلمة” كوكيز/كعك “ منقوشة على المقدمة. وقد تبع معظم صانعي اوعية الكوكيز شركة فرشاة الفخار في انتقالها للسيراميك في أواخر ثلاثينيات القرن العشرين، وأصبحت التصاميم أكثر إبداعًا مع الاشكال والفاكهة والخضروات والحيوانات وغيرها من التفسيرات الغريبة مثل مجسم «ذات الرداء الأحمر» الشهير. وتغطي الفترة الذهبية لصناعة جرار الكعك في أمريكا السنوات من 1940 حتى 1970 مع ظهور العديد من الصانعين البارزين.

## سمات جرار الكعك الأمريكية
- الدعاية والإعلان (كوكا كولا، كيلوجز)
- شخصيات (الأم، مهرج)
- حيوان مضحك (أرنب يرتدي قبعة، بوديل الوردي)
- الحضانة أو القصص القصيرة (سندريلا، ذات الرداء الاحمر)
- الأعياد والمواسم (عيد الميلاد المجيد، فانوس جاك، رجل الثلج)
- رموز الثقافية (الفيس، سوبرمان، أحب لوسي، وحش الكوكيز)
- أشياء يومية (منزل، شاحنة، مخض الزبد)

## أندي وارهول
قام الفنان أندي وارهول بتجميع مجموعة من 175 جرة كعك  من خزف متعددة الأشكال، اشتُري معظمها من سوق السلع المستعملة. ظهرت مجموعة وارهول في مجلة أخبار بارزة وأثارت اهتمامًا بجمع جرار الكعك. عندما سُئل في السبعينيات عن السبب  الذي دفعه لمتابعة جمع جرار الكعك التي ترجع للثلاثينات والأربعينات؛ أجاب وارهول ببساطة ” إنها قطع زمنية “. في مزاد على محتويات شقته عام 1987، حققت مجموعة وارهول من جرار الكعك 250000$.

## استخدامات أخرى
- في بعض الأحيان تكون جملة ”أبعد يديك عن  جرة الكعك“؛ طريقة لإخبار شخص ما بعدم التدخل في شؤون الناس، حتى عندما يبدو هذا مريحًا.
- في التقارير المالية” محاسبة وعاء الكعك “ هي ممارسة زيادة الاحتياطات خلال السنوات الجيدة وتناولها خلال السنوات السيئة. هذه العملية لمجانسة الدخل هي عملية أخلاقية بالكامل، لكن عدم الإفصاح خصوصا للوصول إلى أهداف الأداء بثبات، غير قانوني.
- في برمجة الكمبيوتر، جرة الكعك هي مساحة من الذاكرة مخصصة لتخزين ملفات تعريف الارتباط.

### الثقافة الشعبية
-” من سرق الكعك من جرة الكعك “ هي أغنية مدرسة للمرحلة الابتدائية.
- كتبت الفرقة الأمريكية” Gym class heroes  “ أغنية بعنوان” جرة الكعك “ والتي صدرت كأغنية منفردة عام 2008.
- كتب الموسيقي جاك جونسون أغنية بعنوان” جرة الكعك “ والتي صدرت ضمن ألبوم On and On عام 2003.
- أصدرت فرقة Korean's Nation's Girlgroup Red Velvet أغنية بعنوان” جرة الكعك “ خلال ظهورها الأول  في اليابان عام 2017.